# Citizen Jazz
 (novembre 2022).
Si vous disposez d'ouvrages ou d'articles de référence ou si vous connaissez des sites web de qualité traitant du thème abordé ici, merci de compléter l'article en donnant les références utiles à sa vérifiabilité et en les liant à la section « Notes et références ».
Citizen Jazz est un magazine hebdomadaire en ligne consacré au jazz et aux musiques improvisées fondé en 2001 par Matthieu Jouan et Alain Le Roux-Marini.

## Histoire
Citizen Jazz est né en février 2001 de la fusion de deux sites magazines consacrés au jazz : So What et Le Jazz. Le magazine est édité par l’association JEMI (Jazz Et Musiques Improvisées).
À partir de 2015, une couverture mettant à l’honneur un ou une musicien(ne) est publiée chaque semaine.
En 2016, le titre fête ses 15 ans avec l’édition d’une revue papier « Passage en revue : 15 ans de Citizen Jazz » et propose une nouvelle charte graphique et un nouveau logo.
En 2021, le titre fête ses 20 ans avec l’édition d’un double vinyle composé de morceaux inédits de jazz européen « XX-Citizen Jazz ».
Avec plus de 25000 visiteurs mensuels de moyenne, Citizen Jazz est le leader de la presse de jazz en ligne francophone.[réf. nécessaire]
L'ensemble des parutions depuis la création du magazine est accessible, constituant ainsi un fonds documentaire sur le jazz au XXIè siècle.

## Partenariats
Citizen Jazz publie et échange des sources rédactionnelles traduites avec les magazines London Jazz News (Royaume-Uni), Jazzmania et Jazz'halo (Belgique), Jazz-fun (Allemagne), Le Courrier d’Europe Centrale (France).
Citizen Jazz est membre de l’Euro Jazz Media Chart sous l’égide de l’Europe Jazz Network.